# Brannon Braga
Brannon Braga, född 14 augusti 1965 i Bozeman i Montana, är en amerikansk manusförfattare och producent för TV.
Braga har bidragit stort till Star Trek-serierna sedan 1990. 2001 började han arbeta med Star Trek: Enterprise som han skapade tillsammans med Rick Berman. Han är också en av huvudproducenterna bakom TV-serien Threshold. På senare tid har han arbetat med den sjunde säsongen av 24, såväl som 24: Redemption, båda som Co-Executive producer.

## Filmografi (i urval)
- 1993–1994 – Star Trek: The Next Generation (manus och produktion av TV-serie)
- 1994 – Star Trek Generations (manus)
- 1995–2001 – Star Trek: Voyager (manus och produktion av TV-serie)
- 1996 – Star Trek: First Contact (manus)
- 2000 – Mission: Impossible 2 (manus)
- 2001–2005 – Star Trek: Enterprise (manus och produktion av TV-serie)
- 2005–2006 – Threshold (manus och produktion av TV-serie)
- 2009 – 24, säsong 7 (co-executive producer 24 avsnitt, manusförfattare till 9 avsnitt)
- 2017–2022 – The Orville (manus, regi och produktion av TV-serie)